# Jean-Jacques Servan-Schreiber
Jean-Jacques Servan-Schreiber (født 13. februar 1924, død 6. november 2006) var en fransk journalist og politiker. Han blev ofte blot benævnt JJSS.
Jean-Jacques Servan-Schreiber blev allerede i 1948 som nyuddannet polytekniker fascineret af journalistikken og skribentvirksomhed, og han blev hentet ind på det relativt nyetablerede Le Monde som redaktør af udlandsstoffet.
Han så tidligt behovet for afkolonisering af den tredje verden og skrev flittigt herom. På den baggrund kom han i kontakt med den venstreorienterede politiker Pierre Mendès-France, som han kom til at støtte i dennes kamp for at komme til regeringsmagten. Til formålet etablerede JJSS Frankrigs første nyhedsugemagasin, L'Express, modelleret over det amerikanske Time Magazine. 
På L'Express skulle en række store franske skribenter komme til at boltre sig, herunder Jean-Paul Sartre og Albert Camus, og under præsident Charles de Gaulle var bladet det vigtigste organ for oppositionen. 
Da de Gaulle trådte tilbage, gik JJSS ind i egentlig politik, hvor han blev leder af Parti Radical. Han opnåede at blive reformminister under Valéry Giscard d'Estaing, men trak sig efter blot to uger på posten på grund af uenigheder med premierminister Jacques Chirac. 
I 1977 afhændede han L'Express for at hellige sig politik, men han manglede nu magasinet som talerør, og opstilling til første direkte valg til Europaparlamentet i 1979 blev en fiasko, der fik JJSS til at trække sig fra politik. I stedet skrev han en bog om Japans succes med brug af informationsteknologi, og han boede en overgang i USA, hvor han arbejdede med Carnegie Mellon Universitys internationale relationer. Sine sidste år brugte han på at skrive bøger, blandt andet en selvbiografi.

## Forfatterskab
- Lieutenant en Algérie; 1957
- Le défi américan; 1967 (på dansk udgivet som "Den amerikanske udfordring", Gyldendals Uglebøger, 1968)
- La réveil de la France; 1968
- Le défi mondial; 1980 (på dansk udgivet som "Den globale udfordring", Gyldendal, 1981)
- Le choix des Juifs; Paris, Éditions Bernard Grasset 1988
- Passions; Paris, Fixot, 1991
- Les Fossoyeurs; Paris, Fixot, 1993